# Später (Roman)
Später ist ein Horror-/Kriminalroman des US-amerikanischen Schriftstellers Stephen King und wurde am 2. März 2021 unter dem Titel Later beim Titan Books-Verlag unter dem Imprint Hard Case Crime erstveröffentlicht. Der Roman Später ist – neben Colorado Kid und Joyland – Kings dritter bei Hard Case Crime veröffentlichter Roman. Die deutsche Übersetzung von Bernhard Kleinschmidt wurde am 15. März 2021 bei der Penguin Random House Verlagsgruppe unter dem Imprint Heyne als Hardcoverausgabe erstveröffentlicht. Seit dem 11. April 2022 ist auch eine Taschenbuchausgabe der deutschen Übersetzung verfügbar.
Die Hauptfigur des Romans James Conklin (Jamie) lebt mit seiner Mutter Tia, die anfangs mit der korrupten Kriminalbeamtin Elizabeth Dutton (Liz) liiert ist, im New York der 2000er-/2010er-Jahre. Als 22-Jähriger berichtet Jamie – rückblickend, als Ich-Erzähler – die Geschehnisse, beginnend als 6-Jähriger. Ein wesentliches Element der Geschichte ist, dass Jamie Geister toter Menschen sehen und mit ihnen sprechen kann. Wenn er diesen Geistern Fragen stellt, so müssen sie wahrheitsgemäß antworten. Er selbst nutzt seine Fähigkeit ungern und versucht diese so weit als möglich aus seinem Alltag herauszuhalten. Von anderen – die sich dadurch Vorteile erhoffen – wird seine übersinnliche Fähigkeit mehrfach ausgenutzt.
Außer Jamie und seiner Mutter sterben sämtliche beteiligten Figuren im Handlungsverlauf. Jamie sieht von allen diesen Gestorbenen ihre jeweiligen Geister und spricht mit ihnen. Alle diese Geister – außer einem, der ihn über längere Zeit „heimsucht“ – „verblassen“ relativ zügig und verschwinden daraufhin.

## Figuren
- James Conklin (Jamie) ist der 22-jährige Ich-Erzähler (bei Romanbeginn 6 Jahre) und kann Geister toter Menschen sehen und mit ihnen sprechen. Die Geister müssen ihm wahrheitsgemäß antworten, wenn er ihnen Fragen stellt.

- Tia Conklin ist die Mutter von Jamie. Sie führt anfangs eine Liebesbeziehung mit Liz. Tia besitzt und leitet eine Literaturagentur. Sie weiß von Jamies übersinnlicher Begabung und macht sich deswegen Sorgen, nutzt Jamies Fähigkeit dennoch (wenn auch nur einmal) zu ihrem Vorteil aus.

- Harry Conklin ist Jamies Onkel und der Bruder von Tia. Harry wohnt in einem Pflegeheim, weil er bereits mit 42 Jahren an Alzheimer erkrankte. Er war es, der ursprünglich die Literaturagentur gründete, die nun von Tia weitergeführt wird. Harry sagt – als Geist – gegen Romanende zu Jamie, dass er dessen Vater ist.

- Elizabeth Dutton (Liz) führt anfangs eine Liebesbeziehung mit Tia. Liz ist ein NYPD-Detective. Sie erfährt durch Tia von Jamies Fähigkeit. Sie handelt neben ihrer Polizeitätigkeit mit Drogen. Liz nutzt Jamies übersinnliche Fähigkeit mehrfach zu ihrem eigenen Vorteil aus. In diesem Zusammenhang entführt sie Jamie und ermordet Donald Marsden.

- Professor Martin Burkett ist ein guter Freund von den Conklins. Er ist emeritierter Literaturprofessor. Mr. Burkett erfährt durch Jamie von dessen Fähigkeit und steht ihm beratend bei diesbezüglichen Problemen zur Seite.

- Mona Burkett ist die Ehefrau von Martin Burkett. Sie ist zu Beginn des Romans bereits verstorben und spricht als Geist mit Jamie.

- Regis Thomas ist ein Bestsellerautor, der bei Jamies Mutter unter Vertrag ist. Nach Regis Thomas’ Tod spricht dieser als Geist mit Jamie und verrät ihm die Handlung seines unvollendeten Romans, welcher dann von Tia niedergeschrieben wird, womit sie den Konkurs ihrer Agentur abwenden kann.

- Donald Marsden (Donnie) ist Boss eines Drogenkartells, von dem Liz Drogen zum Weiterverkauf bezieht. Er wird von Liz gefoltert und ermordet, weil sie sein Drogenversteck finden will.

- Kenneth Therriault (Thumper) ist ein von der Polizei gesuchter Bombenleger, der scheinbar wahllos Bomben legt. Er begeht im Verlauf der Geschichte Selbstmord. Sein Geist wird, nachdem er gestorben ist, von einem geist-/dämonartigen Wesen (gelegentlich Es genannt) befallen. Jamie wird von diesem Wesen verfolgt und psychisch gequält, bis Jamie es schließlich (ca. in der Mitte des Romans) in einem Zweikampf „unterwirft“ (was aber nicht heißt, dass Therriault danach keine Gefahr mehr für Jamie darstellt).

## Handlung
Der 6-jährige James Conklin (Jamie) und seine Mutter Tia Conklin leben im New York der späten 2000er-Jahre in einem luxuriösen Apartment direkt am Central Park. Tia leitet eine Literaturagentur, die sie von ihrem älteren Bruder Harry übernommen hat. Harry lebt in einem Pflegeheim, weil er bereits mit 42 Jahren an Alzheimer erkrankt ist.
Eines Tages begegnen Jamie und seine Mutter ihrem Nachbarn Martin Burkett und seiner Frau Mona vor deren beider Wohnung.

Erst kurz darauf erfährt der Leser, dass Mona ein paar Stunden vorher gestorben ist und nur Jamie sie sehen und mit ihr reden kann.

Der völlig aufgelöste Mr. Burkett erzählt ihnen unter anderem, dass er die Ringe seiner gerade verstorbenen Frau nicht mehr finden könne. Der Geist von Mona erzählt Jamie daraufhin, dass diese Ringe im Flurschrank der Burketts zu finden seien.

Unter vier Augen erzählt Jamie seiner Mutter von seiner Begegnung mit dem Geist Mona Burketts.

Beim späteren gemeinsamen Abendessen bei Mr. Burkett holt Jamies Mutter die Ringe aus dem besagten Flurschrank und überreicht sie dem verblüfften Mr. Burkett.
Jamies Mutter ist nicht sonderlich verwundert bezüglich der übersinnlichen Fähigkeit ihres Sohnes, da es bereits früher Hinweise darauf gab. Sie glaubt ihm, ist aber besorgt, da z. B. andere Menschen Jamies Fähigkeit zu ihrem Vorteil ausnutzen könnten. Sie schärft ihm ein, diese Sache geheim zu halten und mit niemandem außer ihr darüber zu sprechen.
Zwei Jahre später gerät Jamies Mutter Tia durch fremde und eigene Schuld in große finanzielle Schwierigkeiten. Jamie und Tia müssen deswegen in eine günstigere Wohnung ziehen, Tia beginnt immer mehr Alkohol zu trinken – oft zusammen mit Elizabeth Dutton (Liz), die Detective bei der New Yorker Polizei ist, mit der sie eine Liebesbeziehung führt.
Als der bei ihr unter Vertrag stehende Autor Regis Thomas stirbt, während er gerade an seinem nächsten Roman arbeitet, scheint ihr finanzieller Ruin unausweichlich, da Tia nun den bereits für den geplanten Roman erhaltenen Vorschuss zurückzahlen müsste.

Vom geplanten Roman existieren erst ein paar Seiten und so scheint ihr der einzige Ausweg zu sein, Jamies Fähigkeit zu nutzen, um die vollständige Handlung des unfertigen Romans herauszufinden. Daher macht Jamie, zusammen mit seiner Mutter und Liz (die von Jamies Mutter von seiner speziellen Fähigkeit erfährt, womit seine Mutter die von ihr selbst verordnete Geheimhaltung bricht), den Geist ausfindig.

Jamie erfährt von Regis Thomas’ Geist die vollständige Handlung des Romans.

Mittels einer von Jamie eingesprochenen Audioaufzeichnung schreibt Tia den Roman daraufhin selbst, verschweigt aber ihre Mitautorenschaft gegenüber der Öffentlichkeit. Der Roman soll allein unter Regis Thomas’ Namen veröffentlicht werden.

Nach vier Monaten Arbeit ist der „gefälschte“ Roman fertig. Das Werk ist ein großer Verkaufserfolg und wird – ganz im Gegensatz zu Thomas’ früheren Werken – auch von vielen Kritikern gelobt.
Während – eine Zeitlang später – Liz einige Tage lang zu Besuch in der Wohnung von Jamie und Tia ist, findet Tia circa 1 Kilogramm Kokain in Liz’ Jacke. Es wird klar, dass Liz in illegale Drogengeschäfte verstrickt ist. Es gibt einen Riesenkrach. Tia wirft Liz aus der Wohnung und macht Schluss mit ihr. Am Abend dieses Tages schüttet Tia alle ihre Weinvorräte in den Ausguss und bleibt von diesem Punkt an weitestgehend abstinent.
Nachdem Liz ungefähr ein Jahr lang aus dem Leben der Congdens verschwunden war, passt sie Jamie nach der Schule ab und überredet ihn – durch manipulatives Verhalten – ihr bei der Ausfindigmachung einer Bombe zu helfen, die von dem Bombenleger Kenneth Therriault (auch „Thumper“ genannt), kurz vor seinem Selbstmord, gelegt wurde. Diese Bombe wurde von Therriault in einem „Abschiedsbrief“ angekündigt. Es wird klar, dass es Liz weniger darum geht, Leben zu retten, sondern dass sie sich durch die Aufklärung des Falles Vorteile bezüglich ihres Diensts bei der New Yorker Polizei erhofft, wo sie mittlerweile durch interne Ermittlungen unter Druck geraten ist.

Nach ein paar Stunden findet Jamie den Geist und erfährt von ihm den Standort der Bombe. Liz gibt den Hinweis an einen Vorgesetzten weiter, die Bombe wird gefunden und entschärft, woraufhin Liz ihren Job behalten kann. Was die ganze Sache für Jamie bedeutet, den die Begegnung mit Therriault psychisch mitgenommen hat, interessiert Liz nicht: Sie behandelt ihn nach der erfolgreichen Aktion mit Gleichgültigkeit.
Nach der Sache mit Therriault sieht Jamie sich mit einem großen Problem konfrontiert, dass er zunächst mit niemandem besprechen will: Er wird von dem Geist Therriaults „heimgesucht“, der im Gegensatz zu allen anderen Geistern, die Jamie bisher begegnet sind, nicht wieder nach ein paar Tagen verschwindet. Obwohl es den Anschein hat, dass der Geist Therriaults ihm keinen körperlichen Schaden zufügen kann – der Geist schweigt entweder und will Jamie mit seinem Erscheinungsbild schockieren oder äußert düstere „Prophezeiungen“ von zweifelhaftem Wahrheitsgehalt – sind die Erscheinungen für Jamie beängstigend und später mitunter lediglich lästig: Seine schulischen Leistungen nehmen ab und er befürchtet, dass er den Geist Therriaults niemals loswerden wird.
Jamie vertraut sich schließlich Mr. Burkett an und erzählt diesem von seiner Fähigkeit und den Geschehnissen. Mr. Burkett nimmt die Aussagen von Jamie ernst; er ist anfangs nicht völlig vom Wahrheitsgehalt überzeugt, glaubt jedoch dass Jamie davon überzeugt ist. Mr. Burkett äußert die Vermutung, dass Therriaults Geist von einem anderen Wesen befallen wurde, da ja Therriaults Geist im Gegensatz zu den anderen Geistern, die Jamie bisher gesehen hat, nicht nach kurzer Zeit verschwunden sei.

Mr. Burkett erzählt Jamie vom sogenannten Ritual von Chüd, das auf eine Sekte tibetanischer und nepalesischer Buddhisten zurückginge und zur Bekämpfung von Dämonen eingesetzt werden könne. Dabei käme es zu einem geistigen Zweikampf, bei dem derjenige mit dem stärkeren Willen als Sieger hervorginge.

Schließlich kommen Jamie und Mr. Burkett noch einmal auf den Todestag von Mr. Burketts Frau zu sprechen und Jamie kann Mr. Burkett Dinge über dessen Frau berichten, die er (in der Logik des Romans) nur wissen kann, wenn er Geister toter Menschen sehen kann. Danach scheint Mr. Burkett geneigt zu sein, Jamie zu glauben.

Jamie ist nach dem Gespräch erleichtert und kann in der Nacht zum ersten Mal seit Längerem wieder sehr gut schlafen.
Jamie hat aufgehört, die Begegnungen mit Therriaults Geist zu zählen. Er hat sich ein Stück weit an ihn gewöhnt und Therriault verliert dadurch einen Teil seines Schreckens. Obwohl Jamie durchaus noch Angst vor dem Geist Therriaults hat, glaubt er nicht, dass er kneifen wird, wenn sich ihm eine Gelegenheit bieten wird, das Ritual von Chüd einzusetzen.
Schließlich ist es soweit: Als Jamie eines Tages seine Freunde zum Fußballspielen treffen will und gerade den Aufzug verlässt, begegnet ihm Therriault im Hauseingang.

Jamie packt Therriault, der erschrocken zurückweicht. Therriault verlangt, dass Jamie ihn gehen lässt und packt seinerseits Jamie. Nun halten sich die beiden gegenseitig umklammert. Jamie widersteht der Versuchung auf die Angebote von Therriault einzugehen und hält ihn gepackt. Jamie sagt zu Therriault, dass dieser von nun an nach seiner Pfeife zu tanzen habe und nur dann erscheinen dürfe, wenn Jamie es wünsche.

Schlussendlich gibt Therriault sich geschlagen, gesteht ein, dass er sich vor Jamie fürchtet und verschwindet in einem theatralischen Abgang, bei dem die Lampen an der Decke platzen, einige Briefkästen im Hauseingang von selbst aufklappen und im ganzen Haus die elektrischen Sicherungen durchbrennen.

Jamie fühlt sich nach der siegreichen Begegnung das erste Mal – seit seiner ersten Begegnung mit Therriault – wieder wohl in seiner Haut.
Ein paar Tage später besuchen Jamie und seine Mutter Mr. Burkett. Jamie erzählt Mr. Burkett von der siegreichen Konfrontation mit Therriault. Mr. Burkett ist immer noch teilweise skeptisch, doch als Jamies Mutter, die das Gespräch nicht mitbekommen hat, beim Gehen den Stromausfall (verursacht durch die Konfrontation von Jamie und Therriault) erwähnt und sagt, dass nur ihr Wohnhaus betroffen gewesen sei, wechseln Jamie und Mr. Burkett einen wissenden Blick.

Am Abend desselben Tages erhält Jamie eine E-Mail von Mr. Burkett, worin dieser schreibt, dass er nun überzeugt sei, dass Jamie wirklich Geister sehen könne. Weiterhin bittet er Jamie, auf keinen Fall den Geist Therriaults zu rufen, da er befürchte, dass dies sehr gefährlich sein könne.

Am nächsten Morgen bekommt Jamie eine weitere E-Mail von Mr. Burkett, in der dieser schreibt, dass er wegen eines Trauerfalls verreisen müsse. Während dieser Reise stirbt Mr. Burkett an einem Herzinfarkt. Nach dessen Beerdigung spricht Jamie mit dem Geist von Mr. Burkett, der ihn nochmal eindrücklich davor warnt, den Geist Therriaults zu rufen.
Nach ein paar Monaten erfährt Jamie von seiner Mutter, dass Liz schlussendlich doch ihren Job verloren habe, da Liz mit einer beträchtlichen Menge Heroin erwischt worden und im Moment lediglich auf Kaution frei sei.

Einige Wochen später passt Liz Jamie nach der Schule ab und zwingt ihn in ihr Auto einzusteigen. Liz, die sichtlich heruntergekommen ist, da sie mittlerweile drogenabhängig ist, erklärt Jamie, dass sie zu Donald Marsdens Haus fahren würden. Mr. Marsden sei derjenige, von dem sie ihre Drogen bezöge. Mr. Marsden sei gestorben und Jamie solle nun dessen Geist befragen, um das Versteck seines – von Liz vermuteten sehr großen – Drogenvorrats herauszufinden. Mit dem erhofften großen Erlös aus dem beabsichtigten Verkauf der Drogen plane sie ein neues Leben anzufangen.

Bei Marsdens Haus angekommen stellt sich heraus, dass dieser noch lebt und von Liz gefoltert wurde. Liz erschießt kurz darauf Marsden, woraufhin sein Geist erscheint, der von Jamie hinsichtlich des Drogenverstecks befragt wird.

Die von Liz erhoffte Menge an Drogen stellt sich in Wahrheit als ziemlich kleiner Vorrat heraus. Jamie versucht zu fliehen, was ihm nicht gelingt. Liz stürzt sich auf Jamie. Als er keinen Ausweg mehr sieht und um sein Leben fürchtet, ruft er Therriault herbei, der daraufhin erscheint und, auf Jamies Befehl hin, Liz packt. Die Totenlichter erscheinen (wie bei Jamies letzter Begegnung mit Therriault) und Liz wird bei deren Anblick auf der Stelle wahnsinnig. Liz stürzt eine Treppe hinunter und stirbt. Kurze Zeit später erscheint Liz’ Geist.

Mit dem Telefon von Liz, deren Geist er nach dem Telefon-PIN-Code befragt, ruft Jamie die Polizei, die daraufhin am Tatort ankommt. Er ruft auch seine Mutter an, die direkt zu der kleinen Krankenstation im benachbarten Ort fährt, wohin die Polizei Jamie sicherheitshalber gebracht hat.
Einige Jahre später – Jamie ist inzwischen angehender Student – stirbt sein Onkel Harry (der ältere Bruder von Jamies Mutter).

Als Jamie und seine Mutter deswegen in das Pflegeheim fahren und Jamie gerade alleine vor dem Gebäude steht, erscheint der Geist von Onkel Harry. Dieser zeigt nun – als Geist – keine Anzeichen einer Alzheimer-Erkrankung mehr und offenbart Jamie, dass er dessen Vater sei. Er erklärt nicht, wie es genau dazu gekommen ist und lässt Jamie mit diesem Wissen und den damit verbundenen offenen Fragen alleine.

Seiner Mutter erzählt Jamie nichts von seiner Begegnung mit Onkel Harrys Geist.

Jamie macht sich Sorgen, ob er ebenfalls die genetische Veranlagung in sich trägt, die zu Onkel Harrys Frühdemenz geführt hat. Dies ließe sich durch einen einfachen Test herausfinden, den er allerdings erst „später“ durchführen lassen will.

## Titel des Romans
In der Geschichte kommt mehrmals das titelgebende Wort Später, in der Form von ironischen Anmerkungen des Ich-Erzählers, vor.

## Verbindungen zu anderen Werken Kings
- Es: Das dämonartige Wesen, das den Geist von Kenneth Therriault befällt, erinnert an Motive aus Stephen Kings Roman Es. In beiden Werken Kings wird dieses Wesen mittels des Rituals von Chüd bekämpft. Auch werden in beiden Romanen die Totenlichter beschrieben, welche die eigentliche Macht hinter den Erscheinungen darstellen sollen.[5]
- Brennen muss Salem: Der Nachname von Donald Marsden erinnert an das Marsten-Haus in Kings Roman Brennen muss Salem.
- Frühlingserwachen: Pin-up: Der Name des Gefängnisses Shawshank aus der Novelle Frühlingserwachen: Pin Up (Originaltitel: Rita Hayworth And Shawshank Redemption) wird kurz erwähnt, als Jamie vor dem Wohnhaus von Kenneth Therriault steht und er sich eher an ein Gefängnis als an ein Wohnhaus erinnert fühlt.[6]

## Verbindungen zu Werken anderer
- Grimms Märchen: Mr. Burkett schenkt Jamie ein Buch mit unzensierten Versionen von Märchen der Gebrüder Grimm zu Weihnachten.[7]
- The Sixth Sense: Als der Ich-Erzähler dem Leser erklärt, dass er tote Menschen sehen könne, macht er eine Anspielung auf den Film The Sixth Sense, weist aber darauf hin, dass es bei ihm nicht genauso wie in dem Film funktioniere.[8]

## Zeitgeschichtliche Bezüge
- Finanzkrise 2008[9]
- Kapitalanlagebetrug in Form eines Schneeballsystems (in diesem Kontext wird Madoff erwähnt)[9]
- Korruption im Polizeiapparat[10]
- Opioidkrise in den USA[11]

## Ausgaben

### Deutsche Ausgaben
Die Übersetzung ins Deutsche wurde von Bernhard Kleinschmidt übernommen.
- Später. Penguin Random House/Wilhelm Heyne Verlag, München 2022, ISBN 978-3-453-44147-7 (Taschenbuch).
- Später. Penguin Random House/Wilhelm Heyne Verlag, München 2021, ISBN 978-3-453-27335-1 (Hardcover).
- Später. Penguin Random House/Wilhelm Heyne Verlag, München 2021, ISBN 978-3-641-27738-3 (E-Book).
- Später. Random House Audio, München 2021, ISBN 978-3-8371-5537-2 (Hörbuch-CD).
- Später. Random House Audio, München 2021, ISBN 978-3-8371-5538-9 (Hörbuch-Download).

### Englische Ausgaben
- Later. Hard Case Crime/Titan Books, London 2021, ISBN 978-1-78909-649-1 (amerikanisches Englisch, Taschenbuch).
- Later. Hard Case Crime/Titan Books, London 2021, ISBN 978-1-78909-650-7 (amerikanisches Englisch, E-Book).
- Later. Hard Case Crime/Titan Books, London 2021, ISBN 978-1-78909-655-2 (amerikanisches Englisch, auf 2.900 Exemplare limitierte[12] Hardcoverausgabe).
- Later. Simon & Schuster Audio, New York 2021, ISBN 978-1-79712-174-1 (amerikanisches Englisch, Hörbuch-CD).
- Later. Simon & Schuster Audio, New York 2021, ISBN 978-1-79712-175-8 (amerikanisches Englisch, Hörbuch-Download).